# Onze-Lieve-Vrouwetoren (Gouda)
Onze-Lieve-Vrouwetoren (of Vrouwetoren) is het restant van de afgebroken Onze-Lieve-Vrouwekapel op de hoek van de Nieuwehaven en de Vrouwesteeg in de Nederlandse stad Gouda.

## Geschiedenis
De kapel, gewijd aan Maria, met toren werd gebouwd in de periode 1489 tot 1494 in opdracht van de Rozenkransbroederschap. De kapel deed dienst als armenschool voor meisjes. Zij kregen kosteloos les in lezen en godsdienst. Na de hervorming werd de kapel gebruikt voor de erediensten van de protestanten, voordat zij gebruik gingen maken van de Sint-Janskerk. De banken werden in 1574 overgebracht naar de Sint-Janskerk. De kapel werd daarna afgebroken, maar de toren is blijven staan.
In 1754 moest de fundering worden verstevigd en werden er steunberen aangebracht om verdere verzakking te voorkomen. Ook werd de spits weer rechtgezet. De werkzaamheden werden verricht onder leiding van Hendrik Kuijter, een uit Amsterdam afkomstige meestervijzelaar.
In 1957 was de bouwkundige staat van de torenspits dermate verslechterd, dat deze moest worden verwijderd. Het duurde vijf jaar voordat een nieuwe spits, een kopie van de oude, op de toren kon worden geplaatst.
De klok in de toren dateert uit 1590 en is gemaakt voor de Sint-Janskerk door de Utrechtse klokkengieter Thomas Both. Via de Potterspoort is de klok in 1683 in de Vrouwetoren terechtgekomen. Het opschrift van deze klok luidt Si Deus pro nobis quis contra nos, Thomas Both me fecit 1590 (vertaald: Als God voor ons is, wie is dan tegen ons, Thomas Both heeft me gemaakt in 1590).
De toren werd in 1966 als rijksmonument ingeschreven in het monumentenregister.

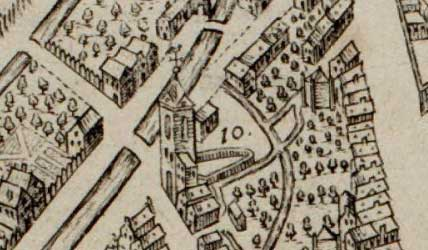
De Vrouwetoren in 1585, de kapel is dan al afgebroken (fragment stadskaart uit 1585)
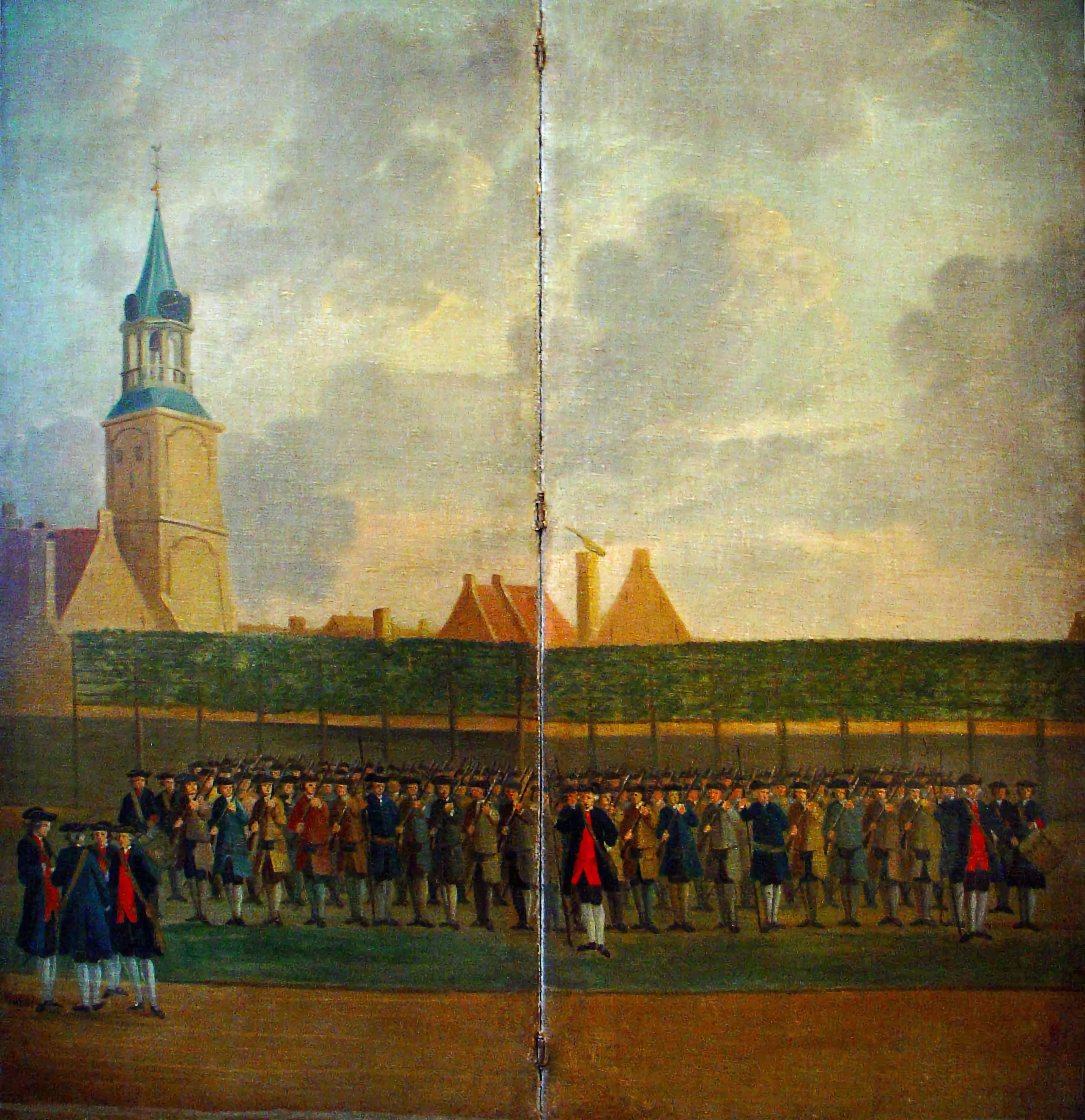
De Vrouwentoren op een door Simon Klapmuts geschilderd kamerscherm omstreeks 1764-1769